# Похід на Царгород (941)
Похід на Царгород — невдалий похід князя Ігора на Візантію в 941 році.

## Передумови битви і сили сторін
Окрім традиційних для правителів Русі політичних та економічних цілей (тиск на Візантію задля здобуття пільгових умов для торгівлі з Руссю, захоплення здобичі), похід пов'язують з антиєврейською політикою візантійського імператора-узурпатора Романа І Лакапіна, котрою був незадоволений Хозарський каганат. За версією Кембриджського документу, якийсь руський правитель 941 року напав на контрольований хозарами Самкерц (Керч), діючи за намовою Романа Лакапіна. Розбитий хозарами руський князь Х-л-г (часто розшифровують як Хельгі, тобто Олег) пішов на Константинополь, але і там зазнав поразки, після чого Русь перейшла під владу хозарів (руські та візантійські джерела цього не підтверджують). Можливо, мова йде про якісь більш ранні події часів Олега Віщого, але виключати наявність тристоронньої політичної комбінації Русь — Візантія —  Хозарський каганат не можна.
Сили Русі візантійські джерела оцінюють у 10 тисяч кораблів з воїнами, Ліутпранд подає скромнішу цифру — 1 тисячу кораблів (що може дати умовно-розрахункові 30 — 40 тисяч людей). Сили візантійців так само оцінити важко — від кількох тисяч людей, 15 кораблів із грецьким вогнем і невідомою кількістю звичайних бойових кораблів (дромонів і трієр, за Амартолом) на початку конфлікту до понад 40 тисяч воїнів східної армії Іоанна Куркуаса у вересні 941 р.

## Командувачі
Руським військом командував київський князь Ігор Рюрикович. Дата смерті Олега і початок правління Ігоря в Києві (912 або 913 р.) — умовна. Він вів війни й укладав мирні угоди з Візантією, печенігами, слов'янськими союзами племен (древляни, уличі й тиверці). Під час правління Ігоря (913/914 та 943/944 рр.) руси також атакували мусульманські міста на Каспії (зокрема Бердаа), про що немає згадок у руських літописах. Можлива участь у поході котрогось із згаданих у договорі 944 р. руських воєвод, слов'ян чи скандинавів, а також воєводи Свенельда.
Загальне командування візантійським військом здійснював імператор Роман І Лакапін, флотом командував його головний радник Феофан, сухопутною армією наприкінці конфлікту командував один з найкращих візантійських полководців X ст. Іоанн Куркуас. Військами візантійської феми Арменіакон командував Варда Фока Старший, батько імператора Никифора II Фоки (963—969 рр.).

## Озброєння і тактика сторін
Руське військо — це передовсім піхота, посаджена на кораблі. Проте, зважаючи на чималий відсоток скандинавів у руському війську, можна припустити використання як традиційного пішого бою, так і рейдів суходолом на захоплених у місцевого населення конях (звичайна практика при нападах вікінгів). Окрім слов'яно-скандинавської за складом дружини, участь у поході брали також вої (племінні ополченці) і, можливо, вояки з неслов'янських (фіно-угорських) племен (згадки про ці племена і союзних Русі печенігів є у «Повісті минулих літ» щодо більш ранніх та пізніших походів). Озброєння — традиційне для скандинавів і слов'ян X століття.
З візантійського боку на початку конфлікту були задіяні слабкі сили (можливо, з ополчення феми Оптимата), які становили гарнізон столиці: ядро армії перебувало на сході, воюючи з халіфатом Аббасидів, основні сили флоту теж були кинуті туди. У боях на чорноморському узбережжі задіяли кінних і піших воїнів феми Арменіакон, кількох анатолійських фем, а також кінну та пішу гвардію (столичні тагми), які прибули до Константинополя у вересні 941 р. Усі джерела твердять про колосальну, зокрема психологічну, перевагу нечисленного візантійського флоту завдяки грецькому вогню і великі втрати русів від нього.

## Хід конфлікту

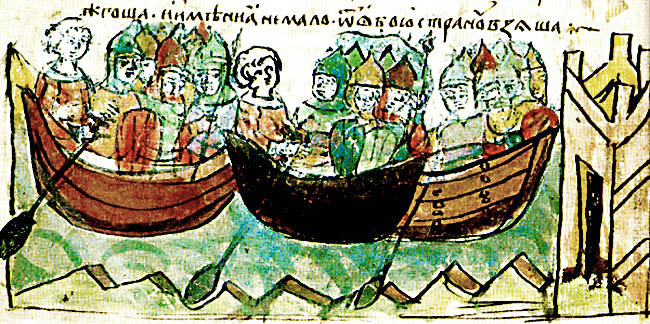
Похід Ігоря.
Ілюстрація з Радзивіллівського літопису, XV століття

11 червня 941 року відбувся перший напад флоту русів на Константинополь, коли вони висадилися під стінами і спустошили передмістя. Феофан розбив русів на морі біля входу в Босфор (район міста Ієрон) за допомогою 15 старих кораблів, похапцем оснащених сифонами для метання грецького вогню. Надалі бойові дії відбувалися у формі кінних та морських рейдів русів на міста і села Віфінії, на острови Мармурового моря, а також на північне узбережжя Чорного моря, де їх відбили Варда Фока та Іоанн Куркуас, які здійснили швидкий марш до столиці. У вересні 941 р. руси перевели більшу частину війська з трофеями на європейський бік Босфору, у Фракію, біля берегів котрої були вдруге розгромлені на морі Феофаном. Після цього рештки нападників повернулися додому.

## Втрати сторін та наслідки події
Втрати русів — значні, хоча візантійські повідомлення про 10 вцілілих кораблів Ігоря є перебільшенням. Втрати Візантії — невідомі, загинуло багато мирного населення. Обидві сторони виявляли неабияку жорстокість (руси катували мирне населення, візантійці послідовно винищували полонених русів). Провальний похід Ігоря призвів до ескалації конфлікту Русі з грізним південним сусідом, кульмінацією чого став новий похід русів 944 р., мир і чергова торговельна угода, яка задовольнила обидві сторони.

## Історична пам'ять
Схоже, вогненна «диво-зброя» греків справила неабияке враження на вцілілих русів, що записано в «Повісті минулих літ» (і, ймовірно, у фольклорі). Запам'ятався напад русів й візантійцям — ім'я «Інгера» увійшло до візантійської енциклопедії X ст., відомої як «Суда».
Зважаючи на сумні для Русі результати, не варто дивуватися вкрай слабкому сліду цієї відносно добре задокументованої тогочасними джерелами події в літературі та мистецтві (на противагу до не підтвердженого жодним джерелом, крім «Повісті минулих літ», легендарного походу князя Олега 907 р. з його «щитом на воротах Царгорода»).

## Історичні свідчення
Основні історичні джерела про подію — «Візантійські хроніки» Георгія Амартола, «Продовжувач» Феофана, «Житіє Василія Нового», західноєвропейська хроніка Ліутпранда з Кремони (містить найдетальнішу інформацію), руська «Повість минулих літ» (можливо, зберегла фрагменти усних оповідей про похід), Кембриджський документ (лист невідомого хозарина-юдея, підданого кагана Йосифа).